# Tám cổng thành của Seoul

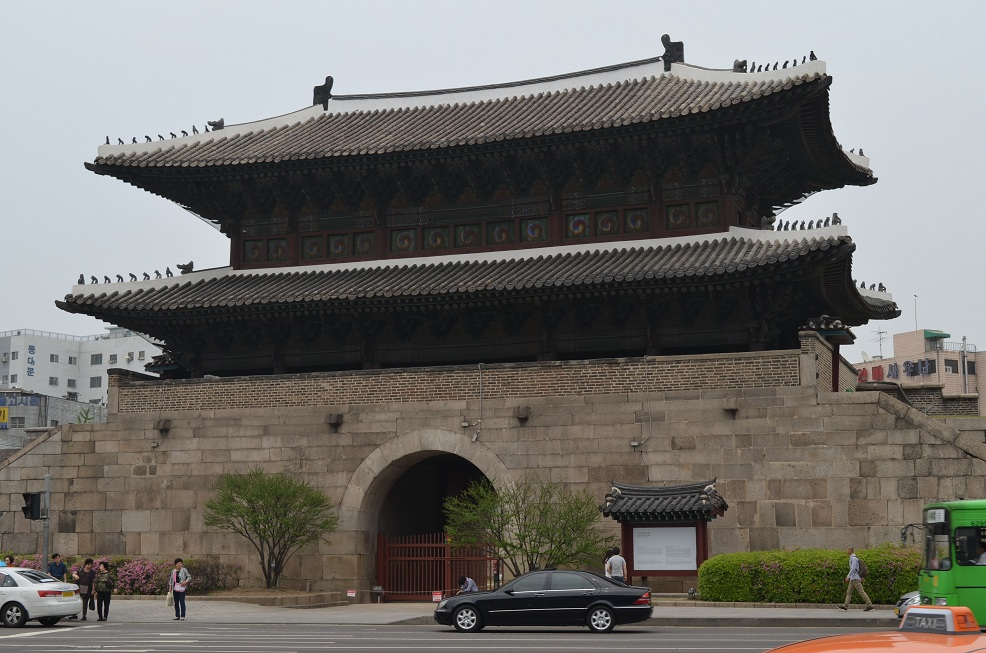
Heunginjimun, Seoul, Hàn Quốc

Tám cổng thành của Seoul là tám cổng thành có giá trị lịch sử, thuộc một phần trong dãy tường thành của Seoul ở Hàn Quốc - bức tường bao quanh thành phố này vào triều đại Joseon. Sáu cổng trong số các cổng này tồn tại cho đến ngày nay (năm 2018). Tất cả tám cổng ban đầu được xây dựng từ năm 1396 đến năm 1398.

## Giới thiệu

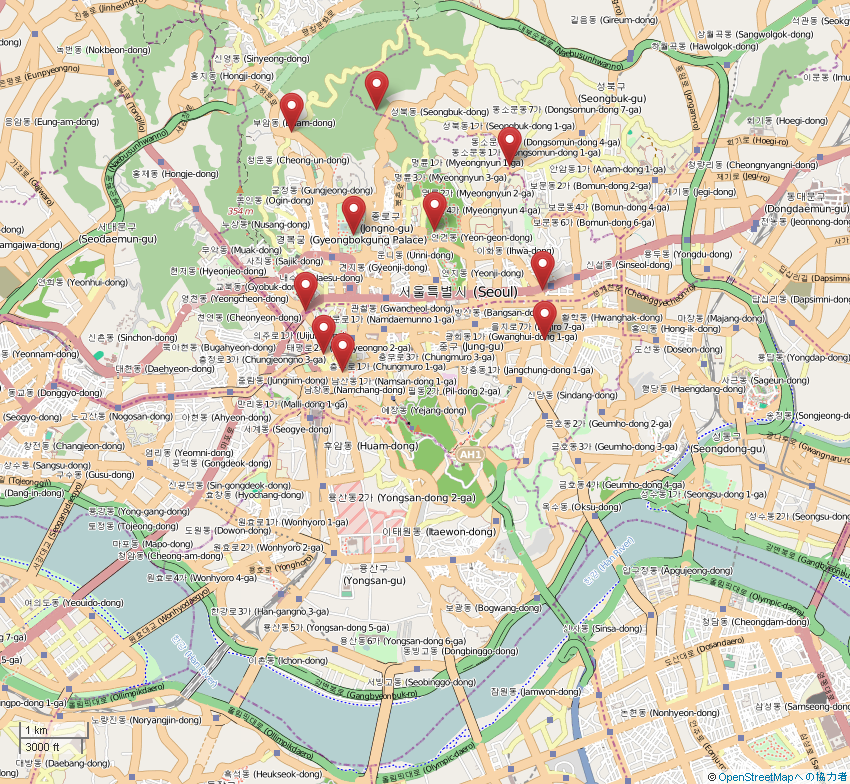
Vị trí của 8 cổng và 2 cung điện (Gyeongbokgung, Changdeokgung)

Tám cổng thành gần như dựa trên bốn hướng chính và bốn hướng trung gian của la bàn. Các cổng Bắc, Nam, Đông và Tây được gọi là "Bốn cổng lớn" (사대문), còn các cổng Tây Bắc, Đông Bắc, Đông Nam và Tây Nam được gọi là "Bốn cổng nhỏ" (사소문).
Trong số tám cổng, hai cổng Tây và Tây Nam không còn tồn tại. Đài tưởng niệm hiện được đặt gần vị trí hai cổng này (tháng 7 năm 2012). Đã có các cuộc thảo luận và thông báo về việc xây dựng lại cổng Tây, nhưng vẫn chưa có hoạt động xây dựng nào được thực hiện (tính đến tháng 7 năm 2012).
Ngày 10 tháng 2 năm 2008, cổng Nam bị hư hại nghiêm trọng trong trận hỏa hoạn gây ra bởi một kẻ cố tình đốt phá. Sau đó nó được xây dựng lại trong vòng 5 năm và mở cửa trở lại cho công chúng tham quan vào ngày 4 tháng 5 năm 2013. Cổng này có ký hiệu là Quốc bảo số 1 của Hàn Quốc. Trong số tám cổng, cổng Nam và cổng Đông là hai cổng lớn nhất, và đều nằm trong khu chợ sầm uất (tương ứng lần lượt với chợ Namdaemun và chợ Dongdaemun).
Bên cạnh tám cánh cổng này, nhiều cổng khác có lịch sử quan trọng ở Seoul như Gwanghwamun - cổng chính của Cung điện Gyeongbokgung; Daehanmun - cổng chính của Cung điện Deoksugung; Dongnimmun - còn được gọi là Cổng Độc lập; và tàn tích của Yeongeunmun, nằm cạnh Dongnimmun trong Công viên Độc lập Seodaemun.

## Tên của các cổng
Tám cánh cổng đã có nhiều tên khác nhau qua nhiều thế kỷ. Bảng dưới đây liệt kê các tên thông dụng nhất cho các cổng. Tên và cách viết chính thức được lấy từ các bảng chỉ dẫn hiện được tìm thấy tại chính các cánh cổng. Lưu ý rằng Hanja được đọc từ phải sang trái hoặc đọc ngược lại vào những thời điểm khác nhau. Do đó, ký tự cho chữ "cổng" (mun, 門) có thể xuất hiện ở bên trái hoặc bên phải của bảng tên thực tế.

### Bốn cổng lớn
|                  | Bảng tên         | Heunginjimun Signboard, Seoul, Korea                                                                            | Heunginjimun Signboard, Seoul, Korea                                      | Sungnyemun Signboard, Seoul, Korea, May 2013                                                                                           | Donuimun Signboard, Seoul, Korea |
|                  |                  | Cổng Bắc | Cổng Đông                                                                 | Cổng phía Nam | Cổng phía Tây |
| Tên chính thức   | Latinh hóa       | Sukjeongmun | Heunginjimun                                                              | Sungnyemun | Donuimun |
|                  | Hangul Hàn Quốc  | 숙정문 | 흥인지문                                                                  | 숭례문 | 돈의문 |
|                  | Hán-Hàn Hanja    | 肅靖門 | 興仁之門                                                                  | 崇禮門 | 敦義門 |
|                  | Dịch nghĩa       | Cổng pháp trị trang nghiêm                                                                                      | Cổng của sự giàu lòng nhân từ                                             | Cổng nghi lễ tôn nghiêm | Cổng của lòng trung thành |
| Tên phương hướng | Latinh hóa       | Bukdaemun | Dongdaemun                                                                | Namdaemun | Seodaemun |
|                  | Hangul tiếng Hàn | 북대문 | 동대문                                                                    | 남대문 | 서대문 |
|                  | Hán-Hàn Hanja    | 北大門 | 東大門                                                                    | 南大門 | 西大門 |
|                  | Dịch nghĩa       | "cổng lớn phía bắc"                                                                                             | "cổng lớn phía đông"                                                      | "cổng lớn phía nam" | "cổng lớn phía tây" |
|                  | Tên gọi khác     | Ban đầu được gọi là Sukcheongmun.                                                                               | Ban đầu được gọi là Heunginmun (hơi khác so với tên hiện tại).            | | |
|                  | Ghi chú          | - Được xây dựng lần đầu vào năm 1396. - Nhà gác cổng sau đó bị thiêu rụi; nhà gác cổng hiện tại có từ năm 1976. | - Được xây dựng lần đầu vào năm 1398. Ngày xây dựng hiện tại từ năm 1869. | - Được xây dựng lần đầu vào năm 1398. - Bị thiệt hại nặng trong trận hỏa hoạn năm 2008. Mở cửa đón khách trở lại vào tháng 5 năm 2013. | - Được xây dựng lần đầu vào năm 1396. - Hiện nay không còn tồn tại. Bị phá bỏ vào năm 1915 trong thời kỳ thuộc địa của Nhật Bản. Có kế hoạch xây dựng lại và dự kiến sẽ bắt đầu khởi công vào năm 2022. |

#### Bốn cổng nhỏ
|                  | Bảng tên         | Changuimun Signboard, Seoul, Korea | Hyehwamun Signboard, Seoul, Korea                                                                                                  | Gwanghuimun Signboard, Seoul, Korea | Souimun Gate Marker, detail, Seoul, Korea                                                                                        |
|                  |                  | Cổng Tây Bắc | Cổng Đông Bắc | Cổng Đông Nam | Cổng Tây Nam |
| Tên chính thức   | Latinh hóa       | Changuimun | Hyehwamun | Gwanghuimun | Souimun |
|                  | Hangul tiếng Hàn | 창의문 | 혜화문 | 광희문 | 소의문 |
|                  | Hán-Hàn Hanja    | 彰義門 | 惠化門 | 光熙門 | 昭義門 |
|                  | Dịch nghĩa       | Cổng biểu thị điều đúng đắn | Cổng của sự ban phát thông thái | Cổng ánh sáng rực rỡ | Cổng của sự thúc đẩy công lý |
| Tên phương hướng | Latinh hóa       | Buksomun | Dongsomun | Namsomun | Seosomun |
|                  | Hangul Hàn Quốc  | 북소문 | 동소문 | 남소문 | 서소문 |
|                  | Hán-Hàn Hanja    | 北小門 | 東小門 | 南小門 | 西小門 |
|                  | Dịch nghĩa       | "cổng nhỏ phía bắc" | "cổng nhỏ phía đông" | "cổng nhỏ phía nam" | "cổng nhỏ phía tây" |
|                  | Tên gọi khác     | Jahamun. | Ban đầu được gọi là Honghwamun. | Ban đầu được gọi là Sugumun ("Cổng kênh nước") | Ban đầu được gọi là Sodeokmun.                                                                                                   |
|                  | Ghi chú          | - Được xây dựng lần đầu vào năm 1396. - Nhà gác cổng bị thiêu rụi vào năm 1592, và được xây dựng lại trong giai đoạn năm 1740-1741. Cổng hiện tại có nhà gác cổng lâu đời nhất trong số các cổng nhỏ. | - Được xây dựng lần đầu vào năm 1396. - Bị phá hủy trong thời kỳ thuộc địa của Nhật Bản, nhưng sau đó được khôi phục vào năm 1992. | - Được xây dựng lần đầu vào năm 1396. - Được xây dựng lại trong giai đoạn năm 1711-1719. Bị phá hủy phần lớn trong chiến tranh Triều Tiên, nhưng sau đó được khôi phục vào năm 1976. | - Được xây dựng lần đầu vào năm 1396. - Hiện nay không còn tồn tại. Bị phá bỏ vào năm 1914 trong thời kỳ thuộc địa của Nhật Bản. |

## Hình ảnh của cổng
| Cổng                                     | Khung cảnh mặt trước | Góc nhìn khác |
| Cổng Tây Bắc Changuimun                  |                      |               |
| Cổng Bắc Sukjeongmun                     |                      |               |
| Cổng Đông Bắc Hyehwamun                  |                      |               |
| Cổng Đông Heunginjimun                   |                      |               |
| Cổng Đông Nam Gwanghuimun                |                      |               |
| Cổng Nam Sungnyemun                      |                      |               |
| Cổng Tây Nam Souimun (không còn tồn tại) |                      |               |
| Cổng Tây Donuimun (không còn tồn tại)    |                      |               |

### Trích dẫn
1. 1 2  "Seoul City to Restore Ancient West Gate". Chosun Ilbo.
2. ↑  Hanano, Natasha (ngày 1 tháng 5 năm 2013). "Sungnyemun: South Korean National [Treasure] Reopens After [Five] Year Restoration". Travelers Today. Truy cập ngày 10 tháng 6 năm 2013.
3. ↑  "The Gates and Walls of Seoul". Bộ Văn hóa, Thể thao và Du lịch Hàn Quốc.
4. ↑  "Sukjeongmun Gate". Visit Korea.[liên kết hỏng]
5. ↑  "Heunginjimun Gate". Exploring Korea. Bản gốc lưu trữ ngày 11 tháng 6 năm 2012.
6. ↑  "The Gates and Walls of Seoul". Bộ Văn hóa, Thể thao và Du lịch Hàn Quốc.
7. ↑  "Changuimun Gate (Jahamun Gate)". Visit Korea.[liên kết hỏng]
8. ↑  "Gwanghuimun Gate". Exploring Korea. Bản gốc lưu trữ ngày 11 tháng 6 năm 2012. Truy cập ngày 18 tháng 6 năm 2012.